# Châtillon-en-Diois
Châtillon-en-Diois è un comune francese di 650 abitanti situato nel dipartimento della Drôme della regione dell'Alvernia-Rodano-Alpi.

## Storia

### Simboli
Lo stemma adottato dal comune riassume la storia della baronia di Châtillon. La torre con i tre elmi è il blasone di Monsieur de la Tour Gouvernet, capitano protestante che, verso la fine del XVI secolo, fu governatore di Die e signore della baronia di Châtillon-en-Diois. I quattro pali su fondo oro ricordano i legami di parentela degli antichi signori di Châtillon (gli Arnauds d'Aix e i principi d'Orange) con i conti di Provenza. Nel capo lo stemma dell'abbazia di Guignaise, situata poco lontano dal paese di cui oggi rimangono solo poche rovine.

## Società

### Evoluzione demografica
Abitanti censiti

## Sport

### Corsa in montagna
Châtillon-en-Diois ha ospitato i Campionati del mondo di corsa in montagna nel 1989.